# ビル・メイシー
ビル・メイシー（Bill Macy、1922年5月18日 - 2019年10月17日）は、アメリカ合衆国の俳優。

## 出演作品
- しあわせの処方箋 シーズン2
- マイネーム・イズ・アール　（ シーズン3
- ラスベガス シーズン4
- ホリデイ（アーニー）
- 恋のクリスマス大作戦（ドゥー・ダー）
- ＥＲ X　緊急救命室　（第１０シーズン） (2003～2004)<TV>	ゲスト出演
- ふたりの男とひとりの女　（シーズン２） (1998～1999)<TV>	ゲスト出演
- NYPD BLUE　～ニューヨーク市警15分署 シーズン2
- 新・刑事コロンボ／恋におちたコロンボ
- ドクター
- 新・弁護士ペリー・メイスン／過去からの脅迫
- 映画の作り方教えます
- ドクターストップ/全員感染（ジェラルド・マークス）
- 1929/米国が震えた日
- 天国から落ちた男
- レイト・ショー
- ローナ・ラブの伝説

## 参照
1. ↑  “Bill Macy, Bea Arthur's Husband on 'Maude,' Dies at 97”. Hollywood Reporter. (2019年10月18日) 2019年10月19日閲覧。